# Translokacja

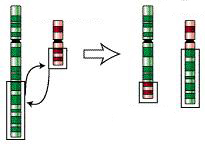
Translokacja wzajemna

Translokacja (z łac. translocatio – przemieszczenie) – w genetyce, mutacja polegająca na przemieszczeniu fragmentu chromosomu w inne miejsce tego samego lub innego chromosomu.
Praktyczne znaczenie mają dwa rodzaje translokacji – wzajemna i robertsonowska (zwana także fuzją centryczną), obserwowane w patologii człowieka:
- translokacja wzajemna – dwa chromosomy wymieniają między sobą odcinki. Całkowita liczba chromosomów pozostaje niezmieniona, a dwa spośród nich mają nieprawidłowe kształty
- translokacja robertsonowska – łączą się całe lub prawie całe ramiona długie chromosomów. Miejscem połączenia jest rejon centromeru. Dochodzi do utraty ramion krótkich. W kariotypie stwierdza się brak chromosomu.

Translokacje mogą być zrównoważone i niezrównoważone:
- W translokacjach zrównoważonych zasadniczo nie zmienia się ilość materiału genetycznego, ale następuje zmiana jego rozmieszczenia w genomie. Liczba chromosomów może być prawidłowa lub zmieniona. Aberracja ta może nie przejawiać się fenotypowo. Często problem pojawia się, gdy posiadacz ulega rozpłodowi, gdyż u jego dziecka może wtedy pojawić się translokacja niezrównoważona.
- W translokacji niezrównoważonej zmianie ulega ogólny skład genowy. Ilość materiału jest większa, a liczba chromosomów jest prawidłowa. W tym przypadku zawsze dochodzi do ujawnienia fenotypowego choroby.

| Zapis translokacji     | Choroba                                          |
| ---------------------- | ------------------------------------------------ |
| t(2;5)(p23;q35)        | Anaplastyczny chłoniak olbrzymiokomórkowy (ALCL) |
| t(8;14)                | Chłoniak Burkitta                                |
| t(9;22)(q34;q11)       | Przewlekła i ostra białaczka szpikowa            |
| t(11;14)               | Chłoniak z komórek płaszcza                      |
| t(11;22)(q24;q11.2-12) | Mięsak Ewinga                                    |
| t(14;18)(q32;q21)      | Chłoniak pęcherzykowy                            |
| t(17;22)               | Włókniakomięsak guzowaty skóry                   |
| t(15;17)               | Ostra białaczka promielocytowa                   |
| t(1;12)(q21;p13)       | Ostra białaczka mielocytowa                      |
| t(9;22)(p24;p13)       | Przewlekła i ostra białaczka szpikowa            |
| t(X;18)(p11.2;q11.2)   | Mięsak maziówkowy                                |